# Julian Alfred Steyermark
Julian Alfred Steyermark, född den 27 januari 1909 i Saint Louis, Missouri, död den 15 oktober 1988, var en amerikansk botaniker känd för sitt arbete med vegetationen i Guyanas högland. Han var kurator vid Field Museum, Missouri Botanical Garden och Instituto Botánica i Caracas. Steyermark samlade in över 138 000 växter, vilket ledde till ett omnämnande i Guinness Rekordbok. Hans främsta intresseområden var ormbunksväxter och fröväxter Han var under en stor del av sitt liv bosatt i Venezuela och blev även venezuelansk medborgare.
Auktorsnamnet Steyerm. kan användas för Julian Alfred Steyermark i samband med ett vetenskapligt namn inom botaniken; se Wikipediaartiklar som länkar till auktorsnamnet.